# Śrem
Śrem [ˈɕrɛm] (deutsch Schrimm) ist eine Stadt in Polen in der Woiwodschaft Großpolen. Sie ist Sitz der gleichnamigen Stadt-und-Land-Gemeinde mit 42.211 Einwohnern  (Stand 31. Dezember 2020) und Kreisstadt des Powiats Śremski.

## Geographische Lage
Die Stadt liegt an der Warthe, etwa 40 Kilometer südlich der Stadt Posen.

## Geschichte

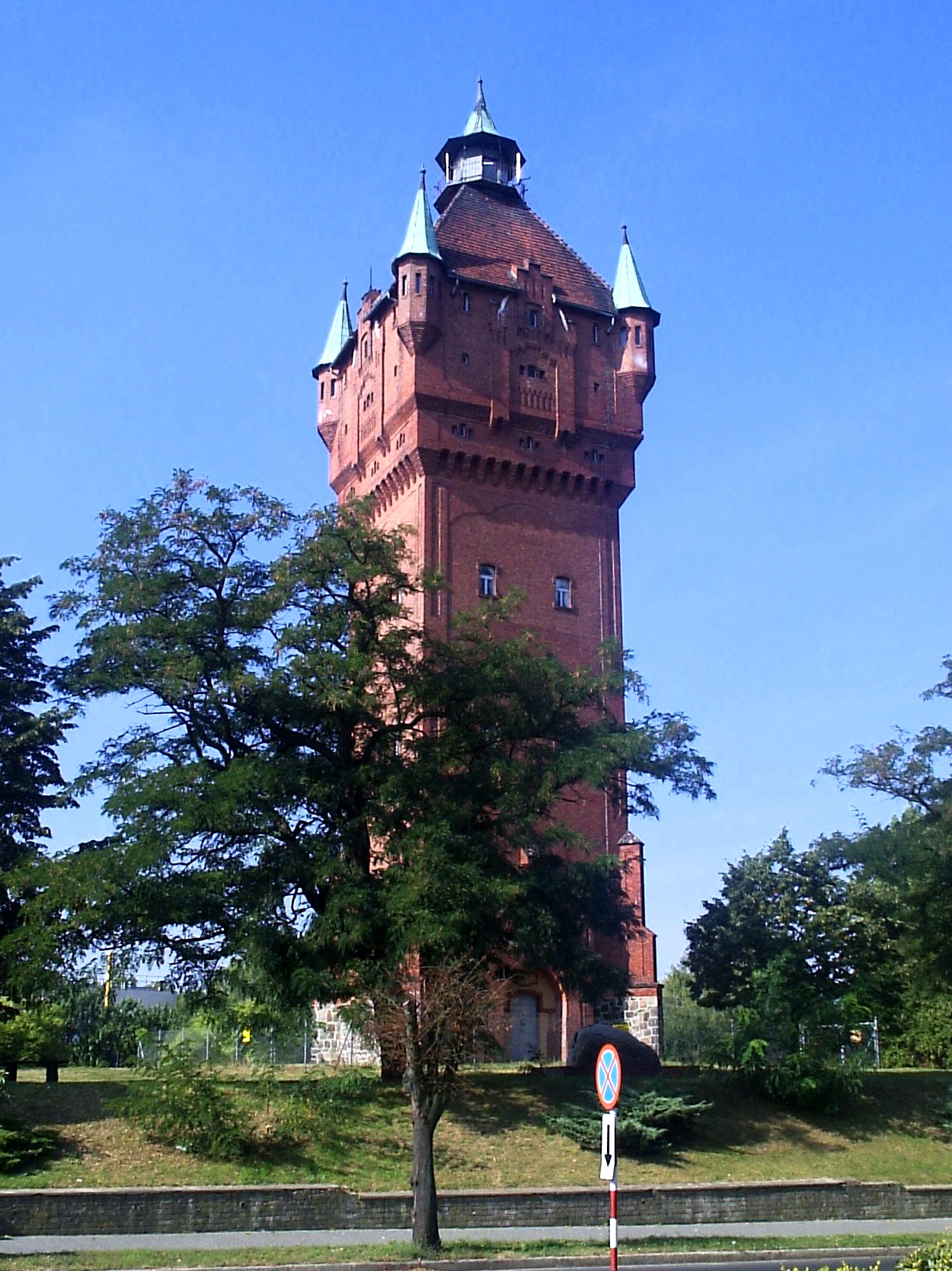
Wasserturm in Śrem

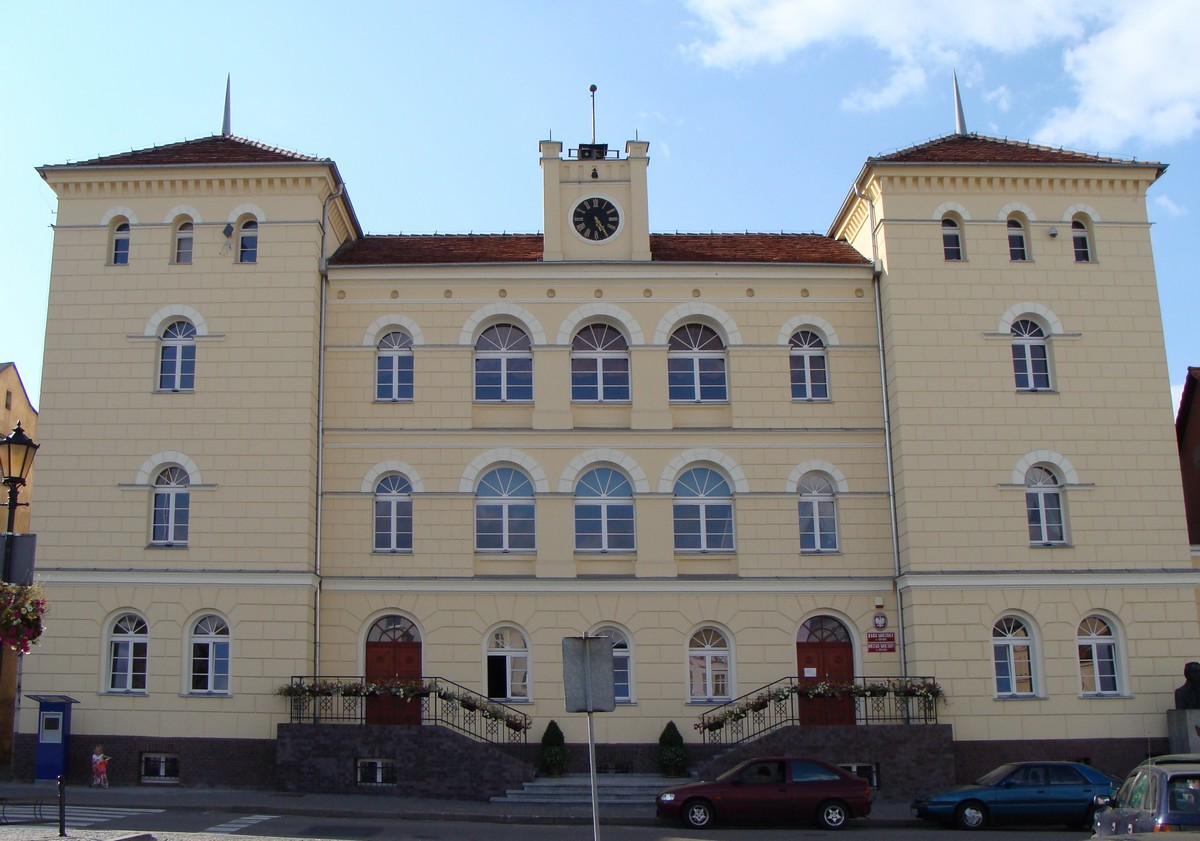
Rathaus von Śrem

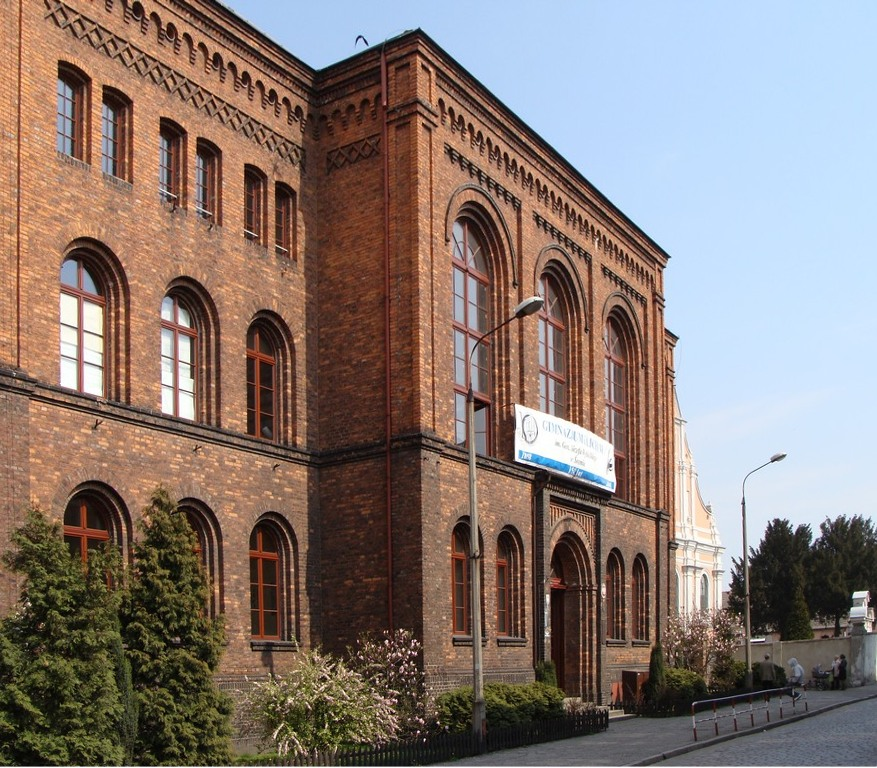
Oberschule

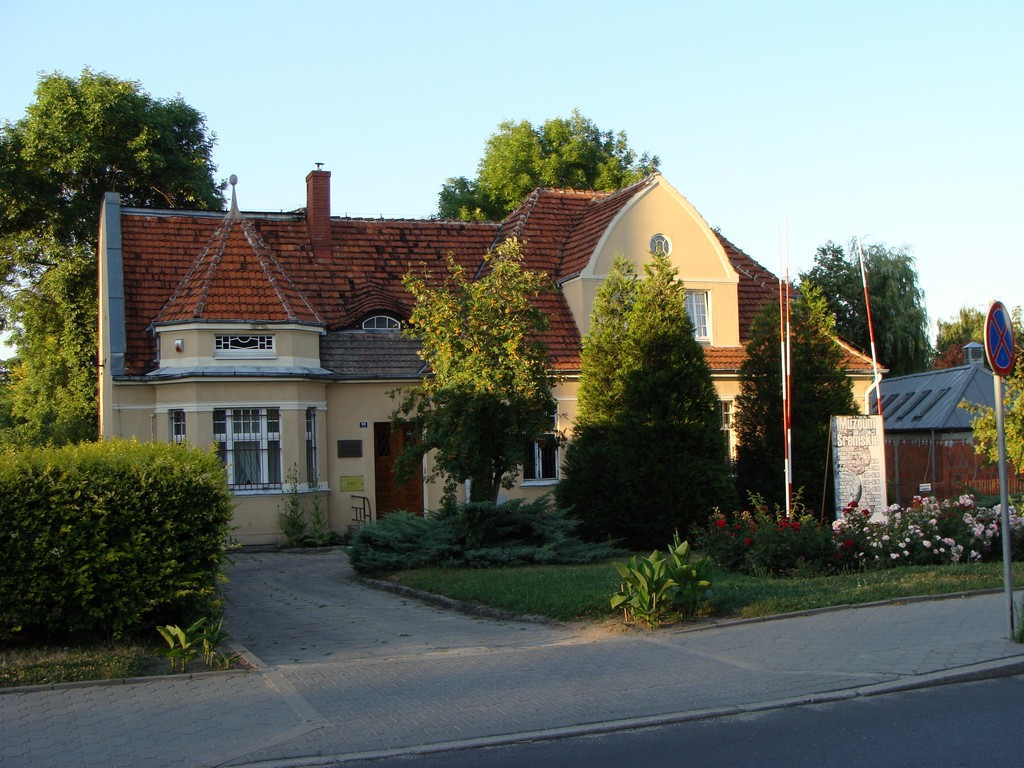
Museum

Ende des 10. bzw. zu Beginn des 11. Jahrhunderts bestand an der Stelle des heutigen Śrem eine Befestigungsanlage. Aus dem Jahr 1136 stammt die erste urkundliche Erwähnung des Ortes durch Papst Innozenz II. 1253 erhielt der Ort, der am linken Ufer der Warthe lag, von Herzog Boleslaw dem Frommen das Stadtrecht. 1293 wurde das Recht auf die Siedlung am rechten Ufer übertragen, da der Ort zuvor zerstört wurde. 1393 wurde das Stadtrecht bestätigt. 1424 erlaubte Władysław II. Jagiełło den Bau einer Brücke über die Warthe. 1635 wütete die Pest in der Stadt. 1736 trat der Fluss über die Ufer und zerstörte den größten Teil der Stadt.
Durch die Zweite Teilung Polens wurde der Ort 1793 ein Teil Preußens, blieb aber Kreisstadt. Ab 1818 gehörte Schrimm zur Provinz Posen. 1884 erhielt der Ort Anschluss an das Eisenbahnnetz.
Nach dem Ersten Weltkrieg wurde die Stadt 1919 in die Zweite Polnische Republik eingegliedert. 1932 wurde eine Unteroffiziersschule eröffnet.
Im September 1939 wurde der Ort von der deutschen Wehrmacht besetzt und es erfolgten öffentliche Hinrichtungen.
Gegen Ende des Zweiten Weltkriegs wurde die Stadt im Januar 1945 von der Roten Armee befreit und an Polen zurückgegeben.
Von 1946 bis 1975 wurde die Wohnblocksiedlung „Jeziorany“ errichtet. 1968 wurde eine Gießerei in Betrieb genommen. 1975 verlor der Ort die Funktion der Powiathauptstadt, erhielt sie aber bei einer erneuten Verwaltungsreform 1999 zurück.
| Jahr | Einwohnerzahl Gemeinde | Einwohnerzahl Stadt |
| ---- | ---------------------- | ------------------- |
| 1910 | ?                      | 6.993               |
| 1977 | 30.064                 | 21.197              |
| 1980 | 30.771                 | 21.876              |
| 1984 | 32.928                 | 24.223              |
| 1989 | 36.336                 | 27.719              |
| 1993 | 37.963                 | 29.180              |
| 1996 | 39.075                 | 30.268              |
| 2000 | 39.589                 | 31.724              |
| 2003 | 39.583                 | ?                   |

## Gemeinde
Zur Stadt-und-Land-Gemeinde (gmina miejsko-wiejska) Śrem mit einer Fläche von fast 206 km² gehören die Stadt selbst und 32 Dörfer mit Schulzenämtern.

## Partnerschaften
- Bergen, Deutschland
- Rožnov pod Radhoštěm, Tschechien

## Persönlichkeiten
Seckel Bamberger wirkte von 1887 bis 1902 als Rabbiner und Religionslehrer in Schrimm.  Der polnische Politiker Franciszek Trąbalski (PPS, PZPR) ging in Śrem zur Schule.
In Schrimm wurden geboren:
- Julius Schreiber (1848–1932), Internist und Hochschullehrer in Königsberg
- Josef Krzyminski (1858–1940), Mediziner, Politiker und Reichstagsabgeordneter
- Margarete Henschke (1859–nach 1930), deutsche Pädagogin, Frauenrechtlerin und Autorin
- Samuel Breslauer (1870–1942), deutsch-jüdischer Journalist und Verbandsfunktionär
- Karl Weidel (1875–1943), Religionspädagoge und Propst
- Eugen Mittwoch (1876–1942), orthodoxer Rabbiner, Begründer der gegenwartsbezogenen Islamwissenschaften in Deutschland und Experte für Amharisch/Äthiopisch
- Heinrich Reisner (1881–1969), Bauingenieur sowie Gründer des Hauses der Technik in Essen
- Hermann Schreiber (1882–1954), Rabbiner und Publizist
- Jacob Jacobson (1888–1968), Historiker und Genealoge
- Günter Christmann (* 1942), Free-Jazz-Musiker
- Ute Schmidt (* 1943), Historikerin und Politologin
- Volkhard Buchter (* 1944), deutscher Ruderer
- Patrycja Wyciszkiewicz-Zawadzka (* 1994), Sprinterin